# Eurovision 2022 – Australia Decides
Unter dem Titel Eurovision 2022 –  Australia Decides fand am 26. Februar 2022 die dritte Ausgabe der Sendung statt. Es war die Vorentscheidung für den Eurovision Song Contest 2022 in Turin (Italien). Sheldon Riley gewann den Wettbewerb mit seinem Lied Not the Same.

## Format

### Konzept
Am 26. August 2021 kündigte Special Broadcasting Service (SBS) an, dass die australische Vorentscheidung 2022 erstmals nach zwei Jahren wieder stattfinden sollte. Am Konzept von 2019 und 2020 sollte dabei festgehalten werden, ebenso an den Moderatoren Joel Creasey und Myf Warhurst. Dementsprechend wurden erneut zehn Beiträge dem Publikum vorgestellt, welches zu 50 % das Endergebnis bestimmte. Die verbleibenden 50 % wurden von einer Jury bestimmt. Der Sieger vertritt dann Australien beim ESC 2022 in Turin.

### Beitragswahl
Vom 26. August 2021 bis zum 26. September 2021 hatten Komponisten die Gelegenheit, einen Beitrag beim australischen Fernsehen SBS einzureichen. Beschränkungen zum Einreichen von Beiträgen gab es dabei keine, allerdings habe SBS schon Kandidaten ausgewählt, die noch ein Lied benötigten.
Über 700 Lieder gingen bei SBS ein.

### Jury
Die Jury des diesjährigen Wettbewerbs bestand aus folgenden Personen:
- Alexandra Rotan (Teilnehmerin beim Eurovision Song Contest 2019 als Mitglied von KEiiNO)
- Darren Hayes
- Paul Clarke
- Emily Griggs
- Millie Petriella

## Teilnehmer
Am 28. Oktober 2021 stellte SBS die ersten drei Interpreten vor, die an der Vorentscheidung teilnehmen werden. Jaguar Jonze nahm bereits an Eurovision 2020: Australia Decides teil. Isaiah Firebrace debütierte in der Vorentscheidung mit einem zu diesem Zeitpunkt noch unbekannten Duettpartner. Firebrace vertrat Australien aber bereits beim Eurovision Song Contest 2017, wo er Platz 9 belegte. SBS kündigte außerdem an, dass ein elfter Teilnehmer über TikTok gefunden werden sollte. Hierzu sollte ein Video mit einer Gesangseinlage und mit dem Hashtag #EurovisionAustralia hochgeladen werden. Eine Jury entschied dann, wer in den Vorentscheid kommt. Erica Padilla wurde als Teilnehmerin durch die Jury ausgewählt. Die Startreihenfolge für das Finale wurde am 24. Februar 2022 bekanntgegeben.

## Finale
Das Finale fand am 26. Februar 2022 im Gold Coast Convention Centre statt. Sheldon Riley gewann den Wettbewerb mit seinem Lied Not the Same.
| Platz | Startnr. | Interpret                    | Lied Musik (M) und Text (T)                                                                      | Sprache            | Übersetzung (inoffiziell)              | Punkte | Punkte    | Punkte |
| Platz | Startnr. | Interpret                    | Lied Musik (M) und Text (T)                                                                      | Sprache            | Übersetzung (inoffiziell)              | Jury   | Zuschauer | Gesamt |
| ----- | -------- | ---------------------------- | ------------------------------------------------------------------------------------------------ | ------------------ | -------------------------------------- | ------ | --------- | ------ |
| 1.    | 6        | Sheldon Riley                | Not the Same M/T: Cam Nacson, Sheldon Riley, Timi Temple                                         | Englisch           | Nicht das selbe                        | 50     | 50        | 100    |
| 2.    | 10       | Voyager                      | Dreamer M/T: Alex Canion, Ashley Doodkorte, Daniel Estrin, Scott Kay, Simone Dow                 | Englisch           | Träumer                                | 37     | 60        | 97     |
| 3.    | 8        | Jaguar Jonze                 | Little Fires M/T: Deena Lynch, Louis Schoorl, P.J. Harding                                       | Englisch           | Kleine Feuer                           | 51     | 40        | 91     |
| 4.    | 4        | Charley                      | I Suck At Being Lonely M/T: Claire Howell, James Vincent, Jonathan Dreyfus, Thomas Walter Jordan | Englisch           | Ich bin schlecht darin, einsam zu sein | 33     | 30        | 63     |
| 5.    | 1        | G-Nat!on                     | Bite me M/T: Erin McKellar, Leea Nanos, Michael Paynter                                          | Englisch           | Beiß mich                              | 11     | 45        | 56     |
| 6.    | 7        | Paulini                      | We Are One M/T: John Capek, Pauline Curuenavuli, Rick Price                                      | Englisch           | Wir sind eins                          | 32     | 20        | 52     |
| 7.    | 5        | Andrew Lambrou               | Electrify M/T: Andrew Lambrou, Joseph de la Hoyde, Nick de la Hoyde, Tim de la Hoyde             | Englisch, Spanisch | Elektrisieren                          | 16     | 35        | 51     |
| 8.    | 11       | Jude York                    | I Won’t Need to Dream M/T: Billy Stonecipher, Jude York                                          | Englisch           | Ich werde nicht zu träumen brauchen    | 32     | 15        | 47     |
| 9.    | 2        | Erica Padilla                | To the Bottom M/T: Ally Eley, Erica Padilla, Isabella Padilla, Sean Carey                        | Englisch           | Nach unten                             | 20     | 25        | 45     |
| 10.   | 9        | Isaiah Firebrace & Evie Irie | When I’m With You M/T: Evie Irie, Isaiah Firebrace                                               | Englisch           | Wenn ich bei dir bin                   | 35     | 10        | 45     |
| 11.   | 3        | Sean Miley Moore             | My Body M/T: Ianna Rogers, Imogen Jones, Sean Carey, Vanessa Rogers                              | Englisch           | Mein Körper                            | 18     | 5         | 23     |